# Texas Bowl 2014
Match précédent Match suivant
Le Texas Bowl 2014 est un match de football américain de niveau universitaire joué après la saison régulière de 2014, le 29 décembre 2014 au Reliant Stadium à Houston dans le Texas.
Il s'agissait de la 9e édition du Texas Bowl.
Le match a mis en présence l'équipe des Arkansas Razorbacks issus de la SEC et l'équipe des Texas Longhorns issus de la Big 12.
Il a débuté à 08:05 pm (heure locale) et a été retransmis en télévision sur ESPN.
Sponsorisé par la société Advocare V100 (société spécialisée dans la nutrition et les performances dans le sport), le match fut officiellement dénommé le Advocare V100 Texas Bowl 2014.
Arkansas gagne le match sur le score de 31 à 7.

## Présentation du match
| Équipes                                                                                      | Conférences | Entraîneurs    | Stats. saison rég. |
| -------------------------------------------------------------------------------------------- | ----------- | -------------- | ------------------ |
| Razorbacks de l'Arkansas                                                                     | SEC         | Bret Bielema   | 6-6                |
| Longhorns du Texas                                                                           | Big 12      | Charlie Strong | 6-6                |
| Arbitre : Ron Cherry (ACC) Équipe donnée favorite par les bookmakers : Arkansas (7 contre 1) |             |                |                    |

Le match a mis en présence les Razorbacks de l'Arkansas issus de la SEC et les Longhorns du Texas issus de la Big 12 Conference.
Il s'agit de la 78e rencontre entre ces deux équipes puisqu'il s'agissait d'un rivalry game. Néanmoins, depuis que les Razorbacks ont quitté la Southwest Conference pour la SEC, celles-ci se sont faites plus rares, la dernière ayant eu lieu en 1992 (victoire 31 à 7 des Razorbacks) 

### Arkansas Razorbacks
Avec un bilan global en saison régulière de 6 victoires et 6 défaites et bien qu'ils aient terminé derniers de la Western Division de la Southeastern Conference avec un bilan en conférence de 2 victoires et 6 défaites, Arkansas est éligible et accepte l'invitation pour participer au Texas Bowl de 2014. 
Il s'agit de leur 1er apparition au Texas Bowl.

### Texas Longhorns
Avec un bilan global en saison régulière de 6 victoires et 6 défaites, Texas est éligible et accepte l'invitation pour participer au Texas Bowl de 2014.
Ils terminent 5e de la Big 12 Conference derrière #7 Baylor, #3 TCU, #18 Kansas State et Oklahoma, avec un bilan en conférence de 5 victoires et 4 défaites.
Il s'agit de leur 1er apparition au Texas Bowl.

## Résumé du match
Début du match à 08:05 pm, fin du match à 11:20 pm, durée totale du match 03:15.
Joué en indoors, 72 °F.
| ÉVOLUTION DU SCORE du TEXAS BOWL 2014 |                              |                              |                              |                              |                              | |       |       |
| QT                                    | Temps                        | Drive                        | Drive                        | Drive                        | Équipe                       | Description de l'action | Score | Score |
|                                       |                              | Jeux                         | Yards                        | TDP                          |                              | | ARK   | TEX   |
| 1                                     | 04:32                        | 10                           | 33                           | 04:21                        | ARK                          | FG de 32 yards par kicker Adam McFain | 3     | 0     |
| 2                                     | 14:15                        | 6                            | 87                           | 02:44                        | ARK                          | TD de 36 yards par WR Demetrius Wilson à la suite d'une réception d'une passe de QB Brandon Allen + 1 point de conversion par kicker Adam McFain | 10    | 0     |
| 2                                     | 08:13                        | 1                            | −4                           | 00:08                        | ARK                          | TD suite fumble recouvert (0 yard) par DT Ark Taiwan Johnson + 1 point de conversion par kicker Adam McFain                                      | 17    | 0     |
| 2                                     | 03:59                        | 8                            | 44                           | 04:14                        | TEX                          | TD à la suite d'une course de 9 yards par QB Tyrone Swoopes + 1 point de conversion par kicker Nick Rose                                         | 17    | 7     |
| 2                                     | 00:24                        | 9                            | 61                           | 03:35                        | ARK                          | TD de 5 yards par WR Keon Hatcher à la suite d'une réception d'une passe de QB Brandon Allen + 1 point de conversion par kicker Adam McFain      | 24    | 7     |
| 4                                     | 11:41                        | 13                           | 57                           | 08:39                        | ARK                          | TD à la suite d'une course de 1 yard par RB Jonathan Williams + 1 point de conversion par kicker Adam McFain                                     | 31    | 7     |
| "TDP" = temps de possession.          | "TDP" = temps de possession. | "TDP" = temps de possession. | "TDP" = temps de possession. | "TDP" = temps de possession. | "TDP" = temps de possession. | "TDP" = temps de possession. | 31    | 7     |

## Statistiques
| Statistiques par Équipes               | Statistiques par Équipes | Statistiques par Équipes |
| Statistiques                           | ARK                      | TEX                      |
| -------------------------------------- | ------------------------ | ------------------------ |
| 1er downs                              | 20                       | 7                        |
| Conversion de 3e Down                  | 9/17                     | 3/11                     |
| Conversion de 4e Down                  | 1/1                      | 0/0                      |
| Jeux–yards                             | 73 jeux pour 351 yards   | 43 jeux pour 59 yards    |
| Yards à la course                      | 191                      | 2                        |
| Yards à la passe                       | 160                      | 57                       |
| Passes : Réussies-Tentées-Interceptées | 12/23-0 Int.             | 13/25-1 Int.             |
| Réussite en zone rouge/chances         | 3/5                      | 1/1                      |
| TD                                     | 4                        | 1                        |
| Field Goals                            | 1/2                      | 0                        |
| Sacks (Nombre-Yards perdus)            | 3 (37 yards perdus)      | 1 (6 yards perdus)       |
| Fumbles (Nombre/Perdus)                | 0                        | 1 (0 yard mais 1 TD)     |
| Pénalités (Nombre/Yards perdus)        | 2/15 yards perdus        | 5/34 yards perdus        |
| Temps de possession                    | 41:10                    | 18:50                    |

| Meilleur Joueur (MVP) | Meilleur Joueur (MVP) | Meilleur Joueur (MVP) |
| --------------------- | --------------------- | --------------------- |
| Nom                   | Équipe                | Poste                 |
| Brandon Allen         | Arkansas Razorbacks   | QB                    |

| Statistiques Individuelles | Statistiques Individuelles | Statistiques Individuelles |
| -------------------------- | -------------------------- | -------------------------- |
| Quaterbacks                |                            |                            |
| ARK                        | Brandon Allen              | 12/23, 0 Int., 2 TD        |
| TEX                        | Swoopes, Tyrone            | 13/25, 1 Int.              |
| Meilleurs Coureurs         |                            |                            |
| ARK                        | Alex Collins               | 17 courses, 80 yards       |
| TEX                        | Swoopes, Tyrone            | 5 courses, 9 yards         |
| Meilleurs Receveurs        |                            |                            |
| ARK                        | Jared Cornelius            | 3 Réc., 16 yards           |
| TEX                        | Johnson, Marcus            | 1 Réc., 9 yards            |
| Meilleurs Tackleurs        |                            |                            |
| ARK                        | D.J. Dean                  | 2 tackles, 1 assiste       |
| TEX                        | Jackson, Tevin             | 3 assistes                 |